# Ezzatolah Entezami
Ezzatolah Entezami (21 de junio de 1924 – 17 de agosto de 2018) fue un actor iraní de cine, teatro y televisión, reconocido principalmente por su papel protagónico en la película de 1969 La vaca, con la que inició su carrera en el mundo del cine.

## Carrera
Ezzatolah Entezami inició su carrera en el teatro en 1941 y se graduó en una escuela de cine y teatro en Hanover, Alemania en 1958. En 1969 se dio su debut cinematográfico en la popular película de Dariush Mehrjui La vaca, recibiendo el premio Silver Hugo otorgado por el Festival Internacional de Cine de Chicago en 1971. Brilló en el papel de un ingenuo aldeano que no puede soportar la muerte de su amada vaca y comienza a creer que él mismo es la vaca.

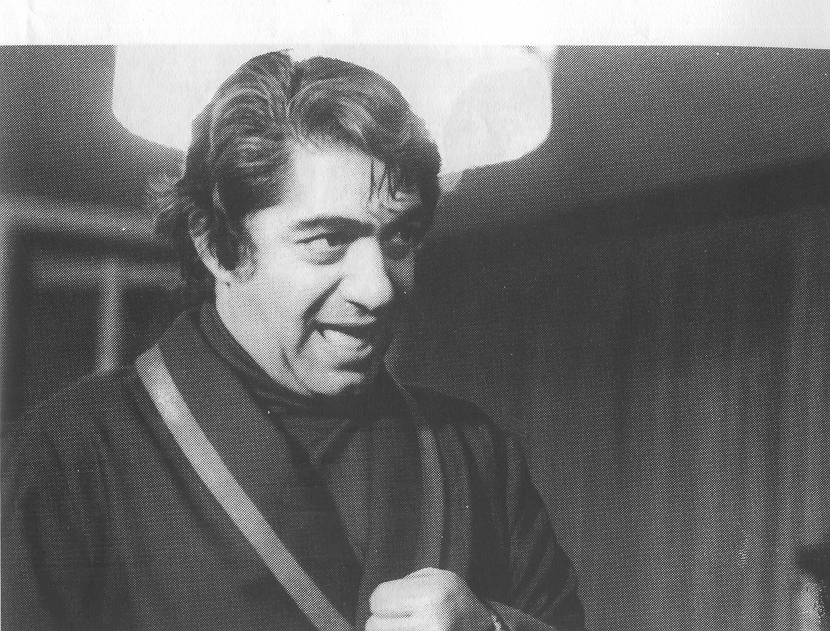
Entezami en Dayere-e Mina

Entezami era conocido como uno de los actores más prominentes del cine iraní y ha sido etiquetado como el actor más grande en la historia del cine de ese país. Trabajó con la mayoría de los directores de cine iraníes, incluyendo a Dariush Mehrjui (ocho películas), Ali Hatami (cuatro películas), Nasser Taqvaee, Mohsen Makhmalbaf, Behrouz Afkhami y Rakhshan Bani-Etemad. Fue galardonado con el premio Crystal Simorgh del Festival Internacional de Cine de Fajr en la categoría de mejor actor dos veces, por las películas Grand Cinema y The Day of Angel. Su trabajo y sus logros fueron reconocidos en octubre de 2006 en una ceremonia el centro cultural de Irán en París.

## Fallecimiento
El actor falleció el 17 de agosto de 2018 a la edad de 94 años tras un prolongado periodo de sufrimiento a causa de una enfermedad.

## Filmografía seleccionada
| - La vaca, 1969 - Mr. Naive, 1970 - The Postman, 1972 - Bita, 1972 - Sadegh the Kurdish, 1972 - Sattar Khan - Love’s Tumult, 1973 - Kingdom of Heaven - Sleeping Lion, 1976 - The Cycle - The Dust Dwellers - Hezar Dastan, TV, 1978–1987 - Condemned, 1978 - The School We Went To, 1980 - Hadji Washington, 1982 - The Spider’s House - Kamalolmolk, 1983 - The Suitcase, 1985 - The Tenants, 1986 - Stony Lion, 1986 - Shirak - Jafar Khan Returns from Europe, 1987 - In the Wind’s Eye - Grand Cinema | - The Ship Angelica, 1988 - Hamoun, 1989 - The Shadow of Imagination, 1990 - Banu, 1991 - The Quiet Home - Once Upon a Time, Cinema, 1991 - The Toy, 1992 - The Battle of Oil Tankers - Day of the Angel, 1993 - The Blue-Veiled - The Fateful Day, 1994 - Typhoon - Takhti, the World Champion, 1996 - Wind and Anemone - The Punishment Committee, 1998 - The Mix - The Dark Room - Twilight, 2001 - A House Built on Water, 2001 - A Place to Live, 2003 - Order, 2004 - Stars, 2005 - Colors of Memory, 2007 |